# 2019年哈马黑拉岛地震
2019年哈马黑拉岛地震，是2019年6月17日发生于印度尼西亚北马鲁古省哈马黑拉岛附近的一场地震。本次地震震级为Ms 7.1级。此次地震引发了海啸预警。